# 19ª Mostra internazionale d'arte cinematografica di Venezia

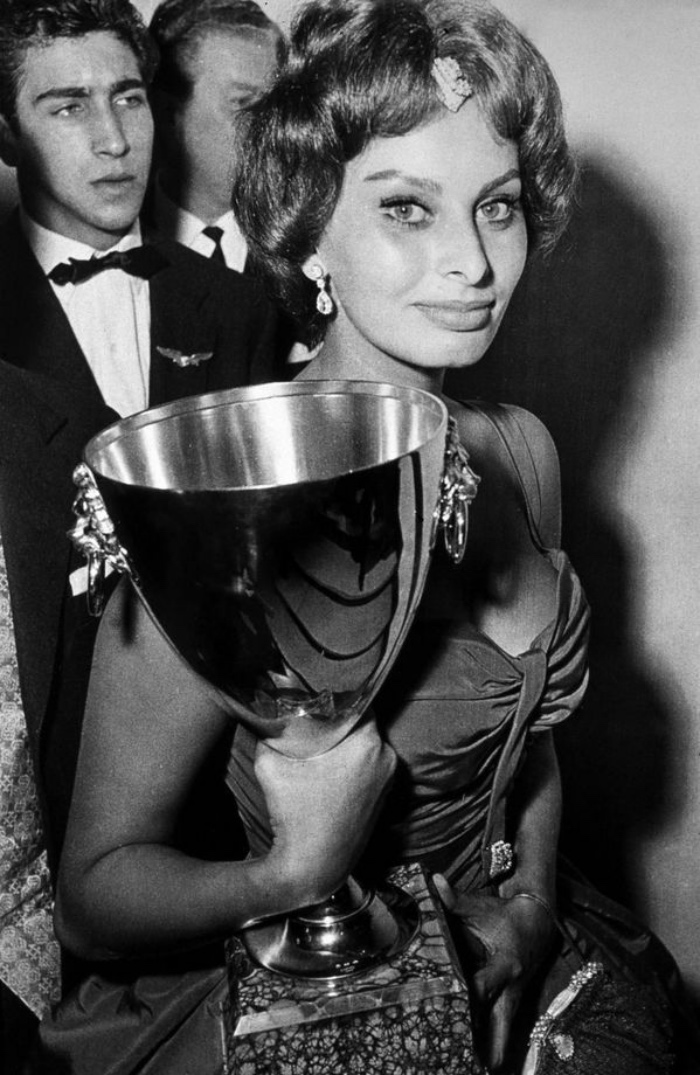
Sophia Loren con la Coppa Volpi assegnatale per Orchidea nera

La 19ª edizione della Mostra internazionale d'arte cinematografica di Venezia si è svolta a Venezia, Italia, dal 24 agosto al 7 settembre del 1958: è la terza edizione sotto la direzione di Floris Luigi Ammannati.
Il Leone d'oro è ancora orientato verso l'Asia, seguendo una tradizione che verrà consolidata sempre più nei decenni successivi: viene assegnato al film giapponese L'uomo del riksciò (Muhomatsu No Issho) di Hiroshi Inagaki.
Dopo sei anni di non assegnazione, torna il Leone d'argento, che premia ex aequo il film francese Gli amanti (Les amants) di Louis Malle e l'italiano La sfida di Francesco Rosi. Vengono premiati come migliori interpreti il britannico sir Alec Guinness (fresco di Oscar per Il ponte sul fiume Kwai) e Sophia Loren.

## Giuria e premi
La giuria era così composta:

L'onorevole Egidio Ariosto consegna il Leone d'oro a Hiroshi Inagaki

Jean Grémillon (presidente, Francia), Carlos Fernandez Cuenca (Spagna), Piero Gadda Conti, Alberto Lattuada (Italia), Hidemi Ina (Giappone), Friedrich Luft (Repubblica Federale Tedesca), Sergej Vasil'ev (Unione Sovietica).
I principali premi distribuiti furono:
- Leone d'oro: L'uomo del riksciò (Muhomatsu No Issho) di Hiroshi Inagaki
- Leone d'argento: Gli amanti (Les amants) di Louis Malle e l'italiano La sfida di Francesco Rosi (ex aequo)
- Coppa Volpi al miglior attore: Alec Guinness per La bocca della verità (The Horse's Mouth)
- Coppa Volpi alla miglior attrice: Sophia Loren per  Orchidea nera (The Black Orchid)

## Sezioni principali

### Film in concorso
- Gli amanti (Les amants), regia di Louis Malle (Francia)
- Il piccolo campo (God's Little Acre), regia di Anthony Mann (Stati Uniti d'America)
- L'ottavo giorno della settimana (Ósmy dzien tygodnia), regia di Aleksander Ford (Polonia/Germania Ovest)
- L'uomo del riksciò (Muhomatsu No Issho), regia di Hiroshi Inagaki (Giappone)
- La bocca della verità (The Horse's Mouth), regia di Ronald Neame (Regno Unito)
- La leggenda di Narayama (Narayama bushikô), regia di Keisuke Kinoshita (Giappone)
- La ragazza Rosemarie (Das Mädchen Rosemarie), regia di Rolf Thiele (Germania Ovest)
- La ragazza del peccato (En cas de malheur), regia di Claude Autant-Lara (Francia/Italia)
- La sfida, regia di Francesco Rosi (Italia/Spagna)
- La tana del lupo (Vlcí jáma), regia di Jiří Weiss (Cecoslovacchia)
- Nattens ljus, regia di Lars-Eric Kjellgren (Svezia)
- Orchidea nera (The Black Orchid), regia di Martin Ritt (Stati Uniti d'America)
- Otaraant qvrivi, regia di Michail Čiaureli (Unione Sovietica)
- Una vita - Il dramma di una sposa (Une vie), regia di Alexandre Astruc (Francia/Italia)